# Antidesma kapuae
Antidesma kapuae là một loài thực vật có hoa trong họ Diệp hạ châu. Loài này được Rock mô tả khoa học đầu tiên năm 1913.